# Loearsab I
Loearsab I (Georgisch: ლუარსაბ I) (geboren tussen 1502-1509 - gestorven 1556 of 1558) uit het huis Bagrationi was koning van het oost-Georgische koninkrijk Kartlië van 1527 tot 1556 of van 1534 tot 1558. Hij werd gedood tijdens zijn verzet tegen de agressie van de Safawieden in de Slag bij Garisi.
Hij was de oudste zoon van David X en volgde zijn oom, George IX, op na diens abdicatie in 1527 of 1534.
Hij had nauw contact met koning Bagrat III van Imeretië en in 1526 trouwde hij zijn dochter. Een jaar later werd hij gekroond tot koning van Karlti en initieerde hij een reeks maatregelen om de verdediging van het koninkrijk te versterken tegen de voortdurende oorlog tussen de Safawieden en de Ottomanen.

## Huwelijk en kinderen
Loearsab I trouwde Tamar (gestorven 1556) op 25 maart 1526, dochter van koning Bagrat II van Imereti. Ze hadden ten minste drie zonen:
- Simon I van Kartli opvolger van Loearsab I
- David XI van Kartli
- Vachtang (ca.1546-1599)